# طائر الراهب
طيور الراهب أو فيليمون وتسمى أيضًا الرؤوس الجلدية (الاسم العلمي: Philemon)، جنس طير من الجواثم رقيقات المناقير وفصيلة آكلات العسل. يضم 15 نوعًا، أعطانها في أستراليا وبابوا غينيا الجديدة وشرق إندونيسيا وكاليدونيا الجديدة. قوتهاالرحيق والحشرات وغيرها من اللافقاريات والزهور والفواكه والبذور.